# 伊藤正明
伊藤 正明（いとう まさあき、1957年6月23日-  ）は、日本の経営者。クラレ社長、会長を務めた。兵庫県出身。

## 来歴・人物
1980年に大阪大学基礎工学部を卒業し、同年にクラレに入社した。2012年に執行役員に就任し、2014年に常務を経て、2015年1月には社長に就任した。2021年1月に会長に就任した。